# Norweskie SS
Norweskie SS (nor. Norges SS) – norweska formacja hitlerowskiego Allgemeine SS w okresie II wojny światowej.

## Geneza
Przywódca norweskiej partii faszystowskiej Nasjonal Samling, Vidkun Quisling był przeciwny utworzeniu na obszarze okupowanej Norwegii lokalnej odmiany Allgemeine SS, gdyż obawiał się, że będzie ona wspierać dążenia do inkorporacji kraju do tzw. Wielkiej Rzeszy. Jednakże pomysł ten popierali Reichsführer-SS Heinrich Himmler, Wyższy Dowódca SS i Policji w Norwegii SS-Obergruppenführer Wilhelm Rediess oraz Komisarz Rzeszy Josef Terboven. Ten ostatni popierał przeciwko Quislingowi jego rywala z NS Jonasa Lie. 
Na pocz. 1941 r. Terboven ustalił na spotkaniu z Lie utworzenie norweskiego SS. Odbyło się to bez wiedzy Quislinga. Podczas zebrania w Oslo 16 maja 1941 r. członków 7 Pułku „Viking” organizacji Hird, paramilitarnej przybudówki NS, pomysł ten został entuzjastycznie poparty.

## Zarys historyczny
21 maja 1941 r. zostało oficjalnie powołane norweskie SS. Na jego czele stanął SS-Standartfører Lie. Formalnie wchodziło ono w skład Nasjonal Samling, ale w rzeczywistości Quisling nie miał nad nim żadnej kontroli. Członkowie norweskiego SS rekrutowali się z bojówek Hird. 
Po zaatakowaniu ZSRR przez Niemcy 22 czerwca 1941 r., większość norweskich SS-manów na czele z Lie wstąpiło do nowo formowanego Norweskiego Legionu Ochotniczego (Den Norske Legion), przeznaczonego do walki z Sowietami na froncie wschodnim. 21 czerwca 1942 r. Norweskie SS zostało przemianowane na Germanske SS Norge. Od marca 1943 r. jego członkowie wstępowali do Pułku Grenadierów Pancernych SS „Norge” (SS-Panzergrenadier-Regiment „Norge”). 
16 sierpnia tego roku miała miejsce parada oddziałów norweskiego SS ulicami Oslo, podczas której Quisling wygłosił uroczyste przemówienie. Następnego dnia formacja wraz z policją, organizacją Hird i strażą przyboczną przywódcy NS (Førergarden) została formalnie połączona w norweskie siły zbrojne. W poł. 1944 r. ogólna liczebność norweskiego SS wynosiła ponad 1200 ludzi, w tym ok. 330 walczyło na froncie wschodnim, ok. 245 służyło w policji, a ok. 510 w służbach porządkowych i zabezpieczenia. 1 stycznia 1945 r. H. Himmler mianował na nowego komendanta formacji Sverre'a Riisnæsa, ministra sprawiedliwości w marionetkowym rządzie  Quislinga. 
Po kapitulacji Niemców w Norwegii 7 maja 1945 r., członkowie norweskiego SS byli sądzeni za zdradę; niektórzy zostali skazani na śmierć. Lie zmarł w więzieniu.

## Organizacja
Do norweskiego SS przyjmowano jedynie kandydatów, którzy spełniali odpowiednie rasowe i polityczne kryteria oraz mieli takie warunki fizyczne, jak wiek od 17 do 40 lat i wzrost od 1,7 metra. Przechodzili oni 6-tygodniowe szkolenie militarne i polityczne w obozie w Elverum, istniejącym od 21 maja 1941 r., a następnie także w obozie Kongsvinger Festning. W 1942 r. otwarto w Oslo szkołę jeździecką, która kształciła kawalerzystów dla sekcji jeździeckiej norweskiego SS (20 koni). Członkowie norweskiego SS nosili początkowo szare mundury armii niemieckiej z pasami SS oraz naramiennikami i opaskami Hirdu na ręku. Na głowie mieli szare polowe czapki z białym metalowym kółkiem z przodu i emblematem N.S. po lewej stronie. Pod koniec września 1942 r. wymieniono je na czarne uniformy wzorowane na mundurach hitlerowskiego SS.
Organem prasowym formacji było początkowo pismo „Hirdmannen”, które reprezentowało też poglądy paramilitarnej organizacji Hird. W okresie od 24 maja 1941 r. do 4 kwietnia 1942 r. nosiło ono podtytuł Pismo wojskowe dla organizacji Hird i Norweskiego SS (Kamporgan for Rikshird og Norges SS). Od poł. 1942 r. norweskie SS zaczęło wydawać własne pismo „Germaneren – Kamporgan for Germanske SS Norge”.
Organizacją filialną wobec norweskiego SS był Støttende Medlemmer, liczący we wrześniu 1944 r. ok. 3,5 tys. członków.
Struktura norweskiego SS wyglądała następująco: największą jednostką był Standard (odpowiadający pułkowi w wojsku), mniejszymi były kolejno Stormbann/Fylking (teoretycznie zawierający 4 Stormen), Storm (podstawowa lokalna jednostka), Tropp (zawierający 3 lub 4 Lag) i Lag (9 ludzi), a najmniejszą jednostką było Rode (odpowiednik drużyny, 3 ludzi). W rzeczywistości w norweskim SS nigdy nie sformowano oddziału w sile Standard.
Stopnie w norweskim SS:
- SS-mann
- SS-stormmann
- SS-rodefører
- SS-nestlagfører
- SS-lagfører
- SS-nesttroppfører
- SS-troppfører
- SS-neststormfører
- SS-stormfører
- SS-høvedsmann
- SS-stormbannfører
- SS-neststandartfører
- SS-standartfører
- SS-nestbrigadefører
- SS-brigadefører
- Stabsleder

Sztab norweskiego SS w 1943 r. przedstawiał się następująco:
- komendant - Jonas Lie
- zastępca - SS-stormfører Olaf T. Lindvig
- szef sztabu - SS-stormfører Hallvard Svelle
- prasa i propaganda - SS-neststandartfører Sverre Riisnæs
- sekcja organizacyjna - SS-stormfører Hallvard Svelle
- sekcja ekonomiczna - SS-mann Arne Schultz
- sekcja osobowa - SS-lagfører Karl G. Blomfeldt
- lekarz sztabowy - SS-nestlagfører Johan Fasting
- kierownik sportowy - SS-nestlagfører Bertel Paaske
- kierownik administracyjny - SS-nestlagfører Rolf Woye Pedersen
- kultura i radio - SS-nesttroppfører Karl Aagaard-Østvig
- konsultant prawny - SS-nesttroppfører Arvid Vasbotten